# 吳服町站

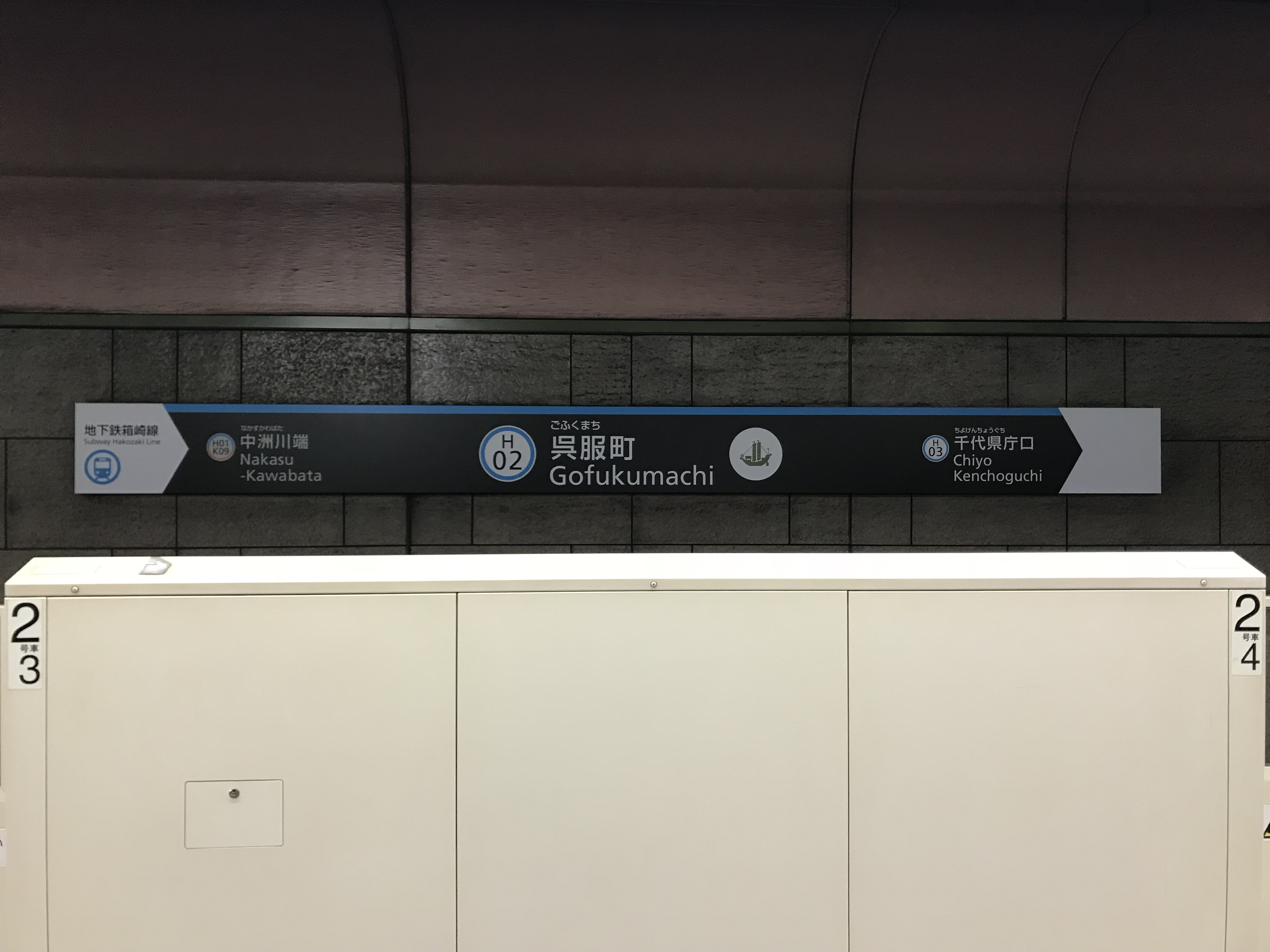
站名牌

吳服町站（日语：／ Gofukumachi eki */?）是一個位於日本福岡縣福岡市博多區綱場町，屬於福岡市地下鐵箱崎線的鐵路車站。車站編號是H02。

## 歷史
- 1982年（昭和57年）4月20日 - 開業。

## 車站構造
島式月台1面2線的地底車站。此站位於明治通正下方。
| 月台 | 路線   | 目的地                         | 備註                               |
| ---- | ------ | ------------------------------ | ---------------------------------- |
| 1    | 箱崎線 | 箱崎宮前、貝塚方向             |                                    |
| 2    | 箱崎線 | 中洲川端、天神、西新、姪濱方向 | 博多、福岡機場方向可在中洲川端轉乘 |

## 利用狀況
2016年（平成28年）度的1日平均上車人次是3,587人。
近年的1日平均上車人次推移如下表。
| 年度               | 1日平均 上車人次 |
| ------------------ | ---------------- |
| 2001年（平成13年） | 2,120            |
| 2002年（平成14年） | 2,020            |
| 2003年（平成15年） | 2,147            |
| 2004年（平成16年） | 2,379            |
| 2005年（平成17年） | 2,358            |
| 2006年（平成18年） | 2,504            |
| 2007年（平成19年） | 2,506            |
| 2008年（平成20年） | 2,498            |
| 2009年（平成21年） | 2,542            |
| 2010年（平成22年） | 2,579            |
| 2011年（平成23年） | 2,644            |
| 2012年（平成24年） | 2,753            |
| 2013年（平成25年） | 2,904            |
| 2014年（平成26年） | 3,147            |
| 2015年（平成27年） | 3,358            |
| 2016年（平成28年） | 3,587            |

## 相鄰車站
福岡市交通局（福岡市地下鐵）
 箱崎線
中洲川端（H01）－吳服町（H02）－千代縣廳口（H03）

## 外部連結
- 福岡市地下鐵 吳服町站（页面存档备份，存于）（日語）